# Отто-Майглер-Зе
Отто-Майглер-Зе (нім. Otto-Maigler-See) — озеро в місті Гюрт, земля Північний Рейн-Вестфалія, Німеччина. Виникло внаслідок планового затоплення кар'єру, в якому добували буре вугілля.

## Розташування

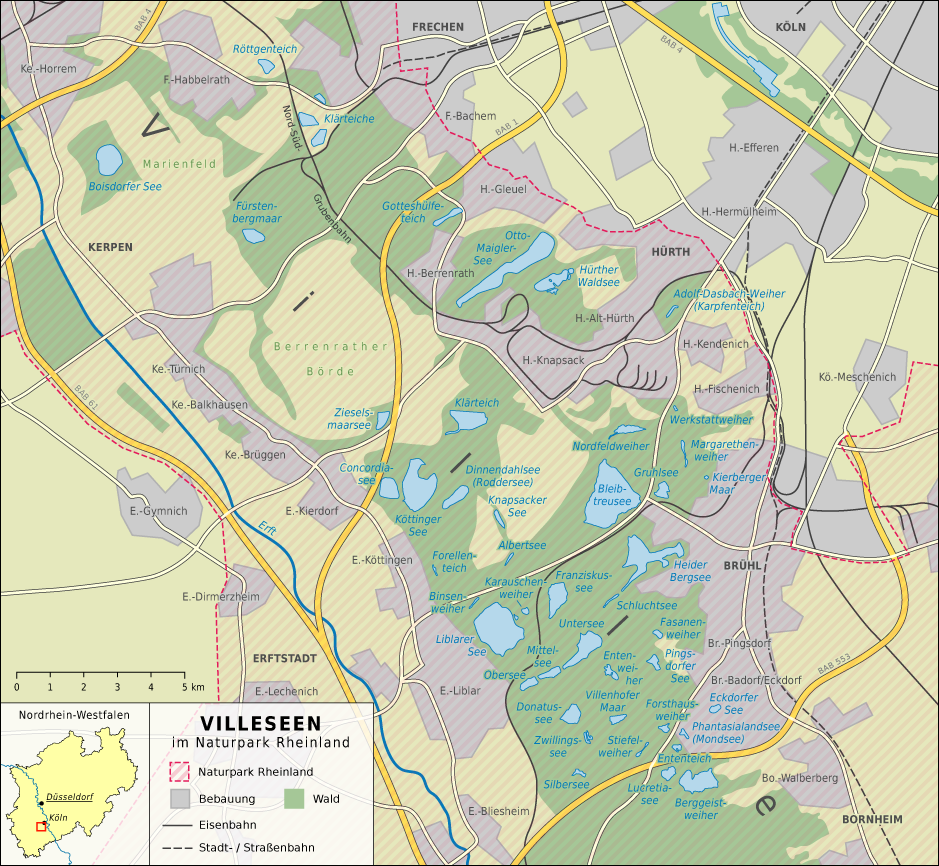
Мапа озер міста Гюрт

Озеро лежить на південний захід від міста Кельн, повністю в межах міста Гюрт. Воно розташоване в зеленій зоні рекультивації виробленого буровугільного басейну. Видобуток вугілля в Гюрті й околицях відбувався від початку нового часу. Нині (від 1977 року) рекреаційна зона, вільна для прогулянок, розташована між районами Гюрта Берренрат, Глоєль, Альстедтен-Бурбах, Альт-Гюрт і індустріальною зоною хімічного заводу Кнапзак. Розташовані поблизу заповідні зони — наприклад, маленьке Гюртське лісове озеро — не призначені для вільного відвідування й огороджені парканом з колючого дроту або густими чагарниками.

## Утворення
Озеро виникло після затоплення ґрунтовими водами кар'єру, в якому добували буре вугілля. 3 жовтня 1959 року управління гірничими роботами міста Брюль затвердило загальний план рекультивації земель, розроблений фірмою Rheinbraun. На замовлення комуни міста Гюрт план допрацювали і реалізували під керівництвом кельнського архітектора Віктора Каллеса (Victor Calles). Нині територія перебуває під захистом і в юрисдикції рейнландського природного парку. Перегородки між трьома початковими кар'єрами були видалені, щоб з'єднати площу в одне озеро. Одночасно був облаштований пляж на північно-західному березі. Озеро розкинулось на височині приблизно на 30 метрів вище навколишньої місцевості. Оточене трьома рядами захисних лісових насаджень, які призначені для захисту земель сільськогосподарського призначення від впливу західних і південно-західних вітрів. Дерева висаджені на схилах і вершинах пагорбів, усередині яких розташоване озеро. Крім того краї пагорбів вирівняли, щоб поліпшити якість рекультивації і полегшити посадку дерев. Їх вирівняли таким чином, що утворився окружний пішохідний шлях, однаковий за висотою, що гармонійно вписується в довкілля.

## Назва
24 липня 1967 року муніципалітет Гюрта за пропозицією свого керівника Отто Рекке (Otto Räcke) ухвалив назвати новостворене озеро «Отто-Майглер-Зе».
Назва присвячена померлому незадовго до цього (20 червня 1967 року) основоположнику гірничої справи в Гюрті й керівнику фірми Roddergrube AG Отто Майглеру.
Майгель був членом Ради голів фірми Rheinbraun, відповідальним за лісовідновлення та рекультивацію пейзажу. Крім того він відіграв важливу роль в плануванні переміщення району Берренрат. Район був заново відбудований на вже виробленій (в плані видобутку вугілля) території колишнього села Альденрат безпосередньо біля озера.

## Екологія

### Загальні відомості
Фірма RWE Power AG (колишня RWE Rheinbraun AG) починаючи з середини 60-х виставляє тендерне замовлення на вивчення і документацію рослинного і тваринного світу рекультивованої області. Ця місцина є також предметом безлічі дипломних та докторських робіт.

### Фауна
Озеро є місцем постійного проживання й зимівлі для багатьох видів качкових. У ньому мешкають лиски, чубаті черні, крижні, попелюхи, а також велика кількість лебедів-шипунів. Також наявна змінна кількість бакланів великих і гоголів. Водні птахи мають місце для спокійного розмноження в сусідньому гюртському лісовому озері, яке перебуває під суворою охороною.
Отто-Майглер-Зе — це також рибальське озеро. У рік його відкриття (1977) засновано рибальський клуб Burbach, який спільно з прилеглими рибальськими клубами піклується про озеро і його рибні запаси. В озері водяться вугор, щука, короп, лин, судак, окунь. Завдяки цьому клуб привернув велику кількість бакланів, які харчуються рибою взимку.

### Флора
Озеро розташоване в лісовій місцевості, його площа становить 142 гектара. В озері виявлено рідкісні та охоронювані рослини, такі як рдесник і кушир.

### Донні відклади
Як і майже у всіх навколишніх озерах, дно утворене шаруватими глинами й залишками бурого вугілля. Дно вкрите шаром опадів листя й водних рослин, а також детритом і мулом.

### Гідрологічні дані
Озеро лежить у північній частині озерної групи штучних озер під назвою Філле (Ville-Seen). Воно довге та вузьке і живиться ґрунтовими водами. Рівень також регулюється системою переливів (регуляція відбувається спільно з гюртським лісовим озером, яке сполучене з Отто-Майглер-Зе регульованим струмком). Завдяки малій глибині вода циркулює в усьому об'ємі озера цілий рік під впливом вітру (на відміну від глибоководних озер).  

### Якість води
Організація, що займається визначенням якості товарів, у 2008 році охарактеризувала води озера як рекомендовані для купання. Внаслідок цього в озері заборонено годувати птахів. Заради використання озера для рекреаційних і спортивних цілей у ньому регулярно обрізають водорості та іншу озерну рослинність за допомогою спеціальної косарки (так званої «морської корови»).

## Використання
Отто-Майглер-Зе — одне з п'яти затверджених для купання озер у районі Райн-Ерфт. Кожного купального сезону департамент охорони здоров'я проводить дослідження води згідно з директивами ЄС. Також перевіряє порядок купання. У озера також є пляж з рестораном. Літніми вечорами там проходять різні заходи, наприклад, пляжні вечірки і концерти. На озері можна займатися серфінгом, веслувальним і вітрильним спортом. На озері можна розташувати шість окремих доріжок для запливів, таким чином можливо проводити змагання.
Використання озера поділяють між собою кілька клубів. Деякі з них (наприклад, рибальський) були утворені відразу після відкриття озера. Клубами, які займаються озером, є також колишній монастир Маріенборн (Гюрт-Бурбах), клуб плавців, клуб байдарочників, а також клуб вітрильного спорту.
Гюртскій клуб віндсерфінгу також має свій майданчик в східній частині озера. Назви клубів і їх підрозділів можна прочитати на офіційній вебсторінці міста Гюрт.
Зона відпочинку з велосипедними і прогулянковими дорогами добре досяжна з будь-якої частини міста. Жителі Кельна можуть досягти озера по вулиці Берренратерштрассе (Berrenrather Straße) і паралельно розташованих велосипедних доріжках через кельнський зелений квартал (Kölner Grüngürtel). Навколо озера є доріжка для прогулянок з покажчиками, які починаються з Альт-Гюрта. Поруч з пляжем є місце для паркування і зупинка гюртского автобуса.